# ベン＝ツィオン・オルガド
ベン＝ツィオン・オルガド（ヘブライ語：בן ציון אורגד、Ben-Zion Orgad、1926年8月21日 - 2006年4月28日）は、イスラエルの現代音楽作曲家。

## 生涯
ドイツのゲルゼンキルヒェン出身。1933年にパレスチナに移住し、1936年からヴァイオリンを習うようになる。
1942年から1946年までテルアビブでルドルフ・バーグマン（Rudolf Bergmann）とパウル・ベン＝ハイムのもとでヴァイオリンと作曲を学び、1947年にはエルサレムでヨセフ・タルに学んだ。さらにタングルウッド音楽センターでのアーロン・コープランドの作曲講座を受講した。
1956年から教育省に勤務し、学校音楽を担当した。1997年にイスラエル賞を受賞。

## 受賞歴
- 1952年：ユネスコ・クセヴィツキー賞受賞
- 1961年：テルアビブ市からジョエル・エンゲル賞受賞
- 1997年：イスラエル賞（音楽にて）受賞[2]